# Українська лексикографія
Украї́нська лексикогра́фія — розділ українського мовознавства, що займається створенням словників (словникарство) та опрацюванням їх теоретичних засад.

## Історія

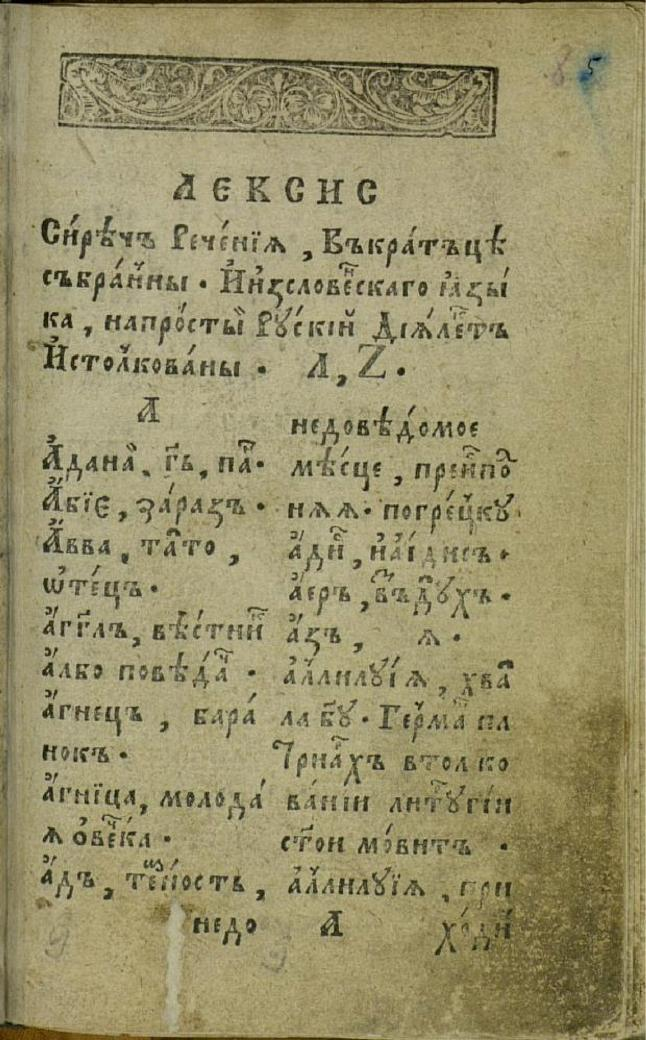
«Лексис» Лаврентія Зизанія 1596 року — перший український друкований словник.

### Староукраїнська лексикографія
До часів Київської Русі належать невеликі рукописні словники: «О именѣхъ й гл̃емыхъ жидовьскымь ıазыкъмь», «Рѣчь жидовьскаго ıазыка, преложена на роускоую» та інші, у яких тлумачаться переважно біблейські особові імена й топоніми, окремі старослов'янські слова: «Тълкъ о неразоумны(х) словесе(х) псалтырных» та інше, розкривається символ, або алегоричний зміст деяких слів у Псалтирі: «Тълкованиіє неоудобь познаваѥмомь въ писаныхъ рѣчемь», де перекладено малозрозумілі старослов'янські лексеми. На Русі перекладали також греко-візантійське тлумачення власних назв. Активно розвивається в Україні глосографія впродовж XIV—XVII століть.
Фактично перший рукописний церковнослов'янсько-український словник невідомого автора «Лексисъ съ толкованіємъ словенскихъ словъ просто» (не раніше 50-х років XVI століття, залишився в рукописі), який, вважається, започатковує українську лексикографію. Словник складено із загальних церковнослов'янських слів, небагатьох антропонімів і топонімів, налічує 896 вокабул (при 127 словах немає перекладів). У словнику зібрано глоси з різних джерел, використано й попередні лексикографічні праці. Вокабули розміщено за алфавітом (проте внутрішнє абеткування не витримано), імена введено у формі називного відмінку однини, дієслова — в 1-й особі однини теперішнього часу. Багато слів подано не в вихідних формах. Матеріали «Лексиса…» згодом використали Лаврентій Зизаній та Памво Беринда.
Етапним в історії української лексикографії став перший друкований словник «Лексисъ сирѣчь реченія въкратцѣ собран(ъ)ны и из слове(н)ского языка на просты(й) рускій діялекть истол(ъ)кованы»" Лаврентія Зизанія (опублікований у Вільні 1596 р.). Це перекладний словник, бо в ньому церковнослов'янські слова вже мають відповідники з тодішньої літературної мови. Реєстр цього словника охоплює понад 1061 слів. В реєстрі — церковнослов'янські слова, перекладені староукраїнською літературною мовою, тому ця праця — перша спроба нормалізації лексичного складу двох мов. Слова розташовані в алфавітному порядку.

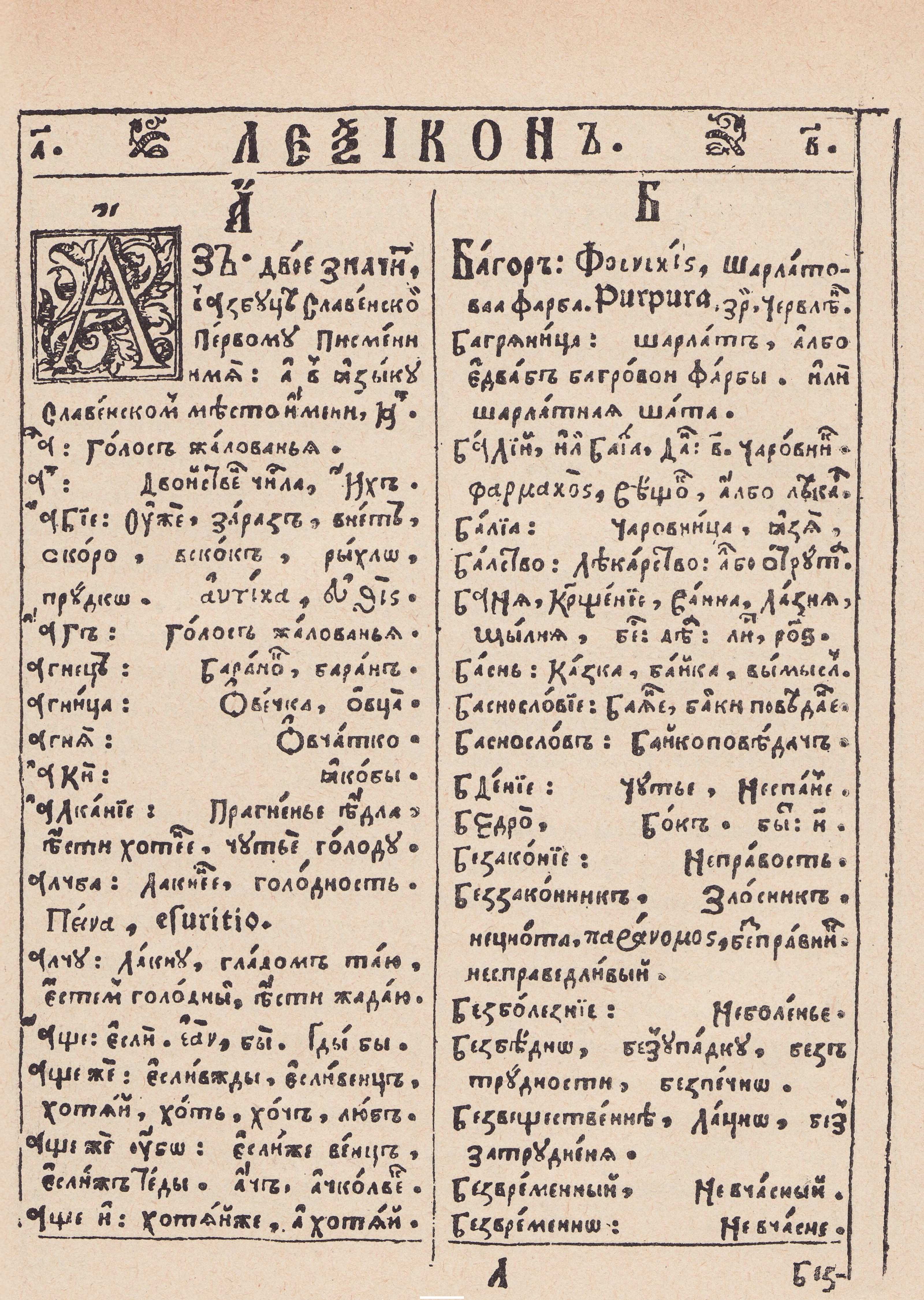
Перша сторінка одного з найдавніших словників української мови — «Лексіконъ славенорωсскїй и именъ Тлъкованїє» Памви Беринди

Велике значення в історії української лексикографії мав «Лексіконъ словеноросскій и Именъ Тлъкованіє» Памви Беринди (надрукований у Києві 1627 р.). У своїй основі «Лексикон» Памви Беринди перекладний церковнослов'янсько—український словник, хоча в ньому подекуди виразно проступають елементи тлумачного, енциклопедичного й етимологічного словників.
Реєстр «Лексикона» включає близько 7000 слів і складається із двох окремих частин. Перша частина становить собою перекладний словник 4980 церковно-слов'янських слів. Інколи реєстрове слово має ще й тлумачення. Перекладна частина праці Памва Беринди — одне з найбагатших зібрань української лексики кінця XVI — початку XVII століття. Застосовуючи орфографічні норми Мелетія Смотрицького, він сприяв правописній стабілізації староукраїнської літературної мови. «Лексиконъ…» Памва Беринди — найвище досягнення української лексикографії старої доби.
Значним явищем в українській лексикографії була анонімна рукописна праця середини XVII століття «Синоніма славеноросская» — перший український словник активного типу (тобто з українським реєстром), українсько-церковнослов'янський лексикон, укладений на Наддніпрянщині. Це зворотна переробка «Лексикона…» Памва Беринди, головним чином першої його частини. На основі кількох статей книги автор укладав одну статтю чи навпаки — на основі однієї статті «Лексикона…» — кілька нових. У «Синонімі…» близько 30 вокабул не перекладено, отже, праця не завершена. У реєстрі пам'ятки близько 5000 вокабул, розміщених за абеткою у прийнятих в староукраїнських лексикогографічних вихідних формах.
Наступний етап у розвитку староукраїнської лексикографії тісно пов'язаний з творчістю Є. Славинецького, що уклав у першій половині XVII ст. латинсько-церковнослов'янський (східнослов'янської редакції української підредакції) «Лексіконъ латинский». У тих випадках, коли вокабули не мали відповідників у звичайній (конфесійній) церковнослов'янській мові, Є. Славинецький наводив відповідники з рідної української, створював нові слова за українським й церковнослов'янським зразками, кальки, залучав запозичення, тлумачив такі лексеми. Перекладну частину дуже збагатили українські лексемні еквіваленти й тлумачення, вміщені іноді поряд із церковнослов'янськими.
Є. Славинецький разом із А. Корецьким-Сатановським у Києві уклали в кінці 40 років XVII століття «Лексиконъ словено-латинскій» (первісний список датується 1650 роком) — церковнослов'янсько-латинський словник (близько 7500 статей). Основним джерелом вокабул «Лексикона словено-латинского» був «Лексиконь…» П. Беринди. Автори використали також польсько-латино-грецький словник польського філолога Гжегожа Кнапського. У реєстрі «Лексикона…» Є. Славинецького та А. Корецького-Сатановського засвідчується чимало української лексики. Це — одне з найбільших зібрань церковнослов'янської лексики XVII століття.

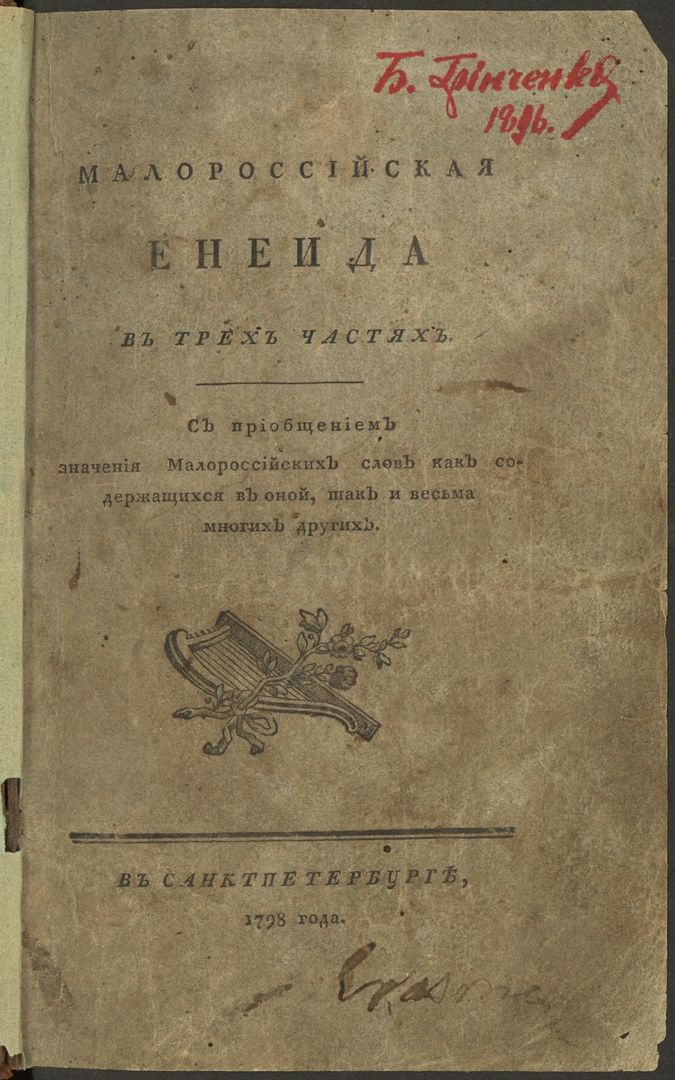
Перше видання «Енеїди» І. Котляревського (1798)

До різних видань «Енеїди» Котляревського вводились додатки зібрання «малороссійскихъ словъ»
Українські видання у першій половині XIX ст. набувають значного поширення. Виходять: «Словарь малороссійскаго языка» (218 слів) при «Опыте собранія старинных малороссійскихъ пѣсней» Миколи Цертелєва (1819), «Словарь» (понад 500 слів) при збірці «Малороссійскія пѣсни» Михайла Максимовича (1827), «Объяснительный словарь» (близько 450 слів) при першому виданні «Наталки Полтавки» І. Котляревського в «Украинском сборнике» (1838), «Объясненіе непонятныхь для Великороссіянъ Южнорусскихъ словъ и вираженій» (260 слів) при виданні «Думки и пѣсни та шче дешчо» А. Могили (Амвросія Метлинського (1839), «Словник малозрозумілих слів руських», доданий П. Жеготою до другого тому його збірки «Пісні руського народу в Галичині» (1840) тощо. Такі словнички під назвою «Объясненіе неудобопонятныхъ южнорусскихъ словъ» прикладалися до кожного номера журналу «Основа» (1861—62). У ряді видань пояснення специфічної української лексики подавалося у виносках, як у збірниках «Украинскіе народныя пѣсни» М. Максимовича (1834 рік, 156 слів), «Малороссійскіе и червонорусскіе думы и пѣсни» П. Лукашевича (1836) та інші.
У другій половині XIX ст. починають виходити в світ вже окремі зібрання українського лексичного матеріалу, серед яких варті на увагу «Словарь малороссійскаго наречія» О.Афанасьєва-Чужбинського (1855), «Словарь малороссійскихъ идіомовъ» М.Закревського (1861), «Словниця української мови» Ф.Піскунова (1873).
Набагато більший за реєстром і використанням лексичних джерел був виданий у Львові М.Уманцем та А.Спілкою чотиритомний «Словар російсько-український» (1893—1898). Реєстр російських слів сягав 40 тисяч, але в українській частині цього словника було багато діалектної та архаїчної лексики.
Найвидатнішою працею української лексикографії до перевороту 1917 р. був чотиритомний «Словарь української мови», що вийшов за редакцією Бориса Грінченка (1907—1909). Матеріали для цього словника протягом кількох десятиліть збирались великою групою людей, а опрацьовувала їх редакція журналу «Киевская старина». За своєю суттю — це перекладний українсько-російський словник. Б.Грінченко зумів довести реєстр словника до 68 тисяч слів.
Українську мову тлумачень замінила у 18 ст. польська мова ("Лексиконъ сирЂчъ словесникъ славенскій … ", Супрасль 1722; передруки в Почаєві, 1751, 1756, 1804, рукописні переробки Зарудницького, 1745, 1747; «Приручный словарь славенопольскій…» Й. Левицького, 1830). Українські глоси попали і в чужі поліглотні рукописи (оксфордський «Гептаглот», поч. 17 ст.); у Росії склали тоді ж рукописний словничок (виданий Іваном Огієнком, 1951).
З запровадженням навчання латинської мови в Києво-Могилянській Колеґії з'явилися спроби Єпифанія Славинецького й Арсенія Корецького-Сатановського скласти латинсько-церковно-слов'янський і слов'янсько-латинський словник на базі польсько-латинського словника Ґ. Кнапського й польської частини поліглотного словника А. Калепіно та рукописного латинсько-слов'янського словника з 1724 І. Максимовича. У Москві Єпифаній Славинецький склав для потреб школи на підставі грецько-латинського словника І. Мосхопула (1552 і 1663) рукописний грецько-слов'янсько-латинський словник, що ліг в основу надрукованого Ф. Полікарповим-Орловим «Лексикона треязычного …» (1704).

### Двомовні словники ХІХ—поч. ХХ століття
Нові словникарські праці почалися додаваними до нових текстів українсько-російськими диференційними словничками менше зрозумілих виразів (при «Енеїді» І. Котляревського, «Граматиці …» О. Павловського, при етнограграфічних та історичних матеріалах тощо), як також такими ж самостійними рукописними (О. Павловського, А. Метлинського, П. Білецького-Носенка на 20 000 слів 1830 — 40-х pp. й ін.) і. друкованими (І. Войцеховича, 1823).
Від 1850-х pp. почали появлятися друком українсько-російські словники чи їх частини:
- О. Афанасьєва-Чужбинського (1855),
- К. Шейковського (1861, 1884),
- М. Закревського (1861),
- Ф. Піскунова (1873, 1882),
- В. Дубровського (1909), як і російсько-українські:

- М. Левченка (1874),
- Є. Тимченка (1897 — 99)
- і найбільший М. Комарова — М. Уманця й А. Спілки (1893 — 98).

У Галичині й на Буковині складено для потреб школи словники українсько-німецькі:
- Є. Желеховського й С. Недільського (1886 — 89),
- О. Поповича (1904),
- В. Калиновича (1931) й ін.;

німецько-українські:
- О. Партицького (1867),
- О. Поповича (1911),
- В. Кміцикевича (1912, на нього взорувався й І. Шаровольський, 1929),
- Я. Яреми (1941);
- а також українсько-латинський і латинсько-український Ю. Кобилянського (1907, 1912),
- грецько-український І. Огоновського (1900)

українсько-польські:
- Й. Танчаковського (1910),
- І. Свєнціцького (1922),
- Є. Грицака й К. Кисілевського (1931).

На Закарпатті українсько-угорські та угорсько-українські:
- О. Митрака (1881),
- Л. Чопея (1883),
- Е. Бокшая й ін. (1928).

У Вінніпезі українсько-англійський і англо-український словничок Я. Крета (1912).

### Українське словникарство середини ХХ століття
Найважливіша й найкраще впорядкована збірка українського літературного і народного лексичного матеріалу, що відіграла вирішальну роль в стабілізації лексики української літературної мови і досі не втратила свого значення, — чотиритомовий словник Б. Грінченка (див ЕУ 2, стор. 440 — 41). Дещо пізніше почалася праця, зокрема в НТШ, й над термінологічними словниками:
- правничо-адміністративні німецько-українські І. Головацького й ін. (1851), К. Левицького (1893, 1920), І. Зацерковного (1902),
- природничі й медичні: І. Гавришкевича (1852), І. Верхратського (1864 — 79, 1908),
  - В. Левицького (1896 фізичний, 1902 математичний, 1905 хімічний),
  - С. Рудницького (1908 — 13) — географічний),
  - Є. Лукасевича (1927) — анатомічний),
  - М. Мельника (1922),
  - С. Маковецького (1936 — ботанічний),

- музичний З. Лиська (1933).

Словникарську працю продовжувано по першій світовій війні в Чехо-Словаччині:
- чесько-український Н. Коваленко-Королевої (1920), Щербини (1925); термінологічні: математичний М. Чайковського (1924), медичний М. Галина (1926), російсько-український сільськогосподарський та німецько-український лісотехничний (1927 — 31) Є. Чикаленка в Подєбрадах; у Берліні словники: німецько-український та українсько-німецький військовий (1938) і літунський (1939) І. Ільницького-Занковича, німецько-український Г. Наконечної (1938), українсько-німецький З. Кузелі й Я. Рудницького (1938); в Римі українсько-італійський словник Є. Онацького (1941). По Другій світовій війні українська еміграція видала словники: англійсько-український і українсько-англійський І. Верб'яного й В. Лева (1947 — 48), українсько-англійський Я. Крета і К. Андрусишина (1955), морський В. Степанковського (1953) й хімічний А. Вовка (Вільшенко А.) (1962).

У центральній і східній Україні з постанням української державності словникарські зусилля зосередилися на складанні російсько-українських практичних словників (вони виходили й на провінції, охоплюючи зокрема ділову лексику) та опрацьовуванні наукової термінології (див. Термінологія). Таку працю вели у 1918 — 30 різні термінологічні комісії й їх секції, спершу Українські Наукові Товариства в Києві, згодом об'єднані в Інститут Української Наукової Мови при ВУАН, склавши 20 тт. (із запланованих 34) українсько-російських (також з німецькими та французькими чи латинськими відповідниками) словників у серії «Матеріяли до української термінології та номенклятури» з різних ділянок математичних- технічних- природничих і суспільних наук. У 1931 — 33 цю працю продовжував Науково-державний Інститут Мовознавства АН УРСР, видавши 5 термінологічних словників: гірничий П. Василенка й І. Шелудька (1931), астрономічний Ф. Калиновича й Г. Холодного (1931), транспортний В. Фаворського (1932), фізичний (1932), ботанічний В. Вовчанецького й Я. Лепченка (1932); 4 «практичні»: російсько-український медичний В. Крамаревського й ін. (1931), сільсько-господарський П. Сабалдиря (1931), виробничий І. Шелудька (1931), біологічний С. Паночіні (1931). Поза тим появилося близько 50 російсько-українських медичних, правничих, військових та ін. спеціальних словників. З початком у 1933 цькувальної кампанії проти дотогочасних термінологічних праць, як «буржуазно-націоналістичного шкідництва», видано у 1934 — 36 5 термінологічних бюлетенів (медичний, математичний, ботанічний, фізичний та виробничий) з зрусифікованою науковою термінологією, яку в дальшому пропагували 10 російсько-українських шкільних термінологічних словників (1933 — 35), і загальні російсько-українські словники С. Василевського й ін. (1937), М. Калиновича (1948) й ін. Та сама русифікаційна настанова притаманна й 22 випущеним у 1959 — 75 з доручення створеної 1957 р. Словникової Комісії АН УРСР під головуванням Й. Штокала російсько-українським термінологічним словникам: геологічний С. Головащука й І. Соколовського (1959), гірничий О. Ковшулі й ін. (1959), хімічний Є. Некряча й ін. (1959), гідротехничний Г. Шевця й ін. (1960), математичний Ф. Гудименка й ін. (1960), електрорадіотехнічний Ю. Величка й ін. (1961), машинознавства та загального машинобудування В. Хільчевського й В. Шашлова (1959), фізичний В. Гейченка й ін. (1959), медичний Г. Казьера й ін. (1960), техничний М. Матійка й ін. (1961), словник з теплотехніки та газотехніки І. Шелудька й ін. (1962), ботанічний Д. Афанасьева й ін. (1962), сільсько-господарський А. Білоштана й ін. (1963), фізіологічний Б. Єсипенка й ін. (1963), ветеринарний Я. Яреми й ін. (1964), зварювальної термінології А. Потап'євського (1964), соціально-економічний С. Воробйова й Т. Молодіда (1966), металургійний В. Чехранова й В. Мелешка (1970), анатомічний М. Нетлюха (1972), мінералогічний Є. Лазаренко і О. Винар (1975), медичний М. Кніповича й ін. (1948).
Серед кількох десятків укладених після 1917 р. двомовних словників важливіші українсько-російські склали Д. Яворницький (1920, літери А — К) та О. Ізюмов (1930); російсько-український: С. Іваницький з Ф. Шумлянським (1918), П. й П. Терпило (1918), Г. Сабалдир (1926) та ін. За план доповнити словник Б. Грінченка свіжим літературно-мовним українським матеріалом (згідно з рішенням редакції «Киевская Старина» український матеріал там закінчився на авторах з-перед 1870) взялися С. Єфремов, А. Ніковський та ін.; у 1925 — перевидано частину на літери А — Н, але задуму не докінчено через арешт редакторів. Виготовлюваний Комісією для складання словника живої української мови російсько-український словник за ред. А. Кримського, С. Єфремова й ін. теж не був докінчений (у 1924 — 33 надруковано літери А — П) у зв'язку з репресіями й русифікаційним курсом; у виданій частині, особливо на літери З — П цей словник належить до найкращих здобутків української лексикографії; не був завершений зросійщений російсько-український словник за ред. А. Хвилі (т. 1, А — Ж, 1937).

«Словник української мови» в 11 томах

Офіційно-нормативний характер (з винятком «архаїзмів», «діалектизмів» і «вигаданих слів») мають українсько-російський словник в 6 тт. (на 100 000 слів, 1953 — 1963) за ред. І. Кириченка й ін., скорочена його ж версія за ред. В. Ільїна (1964), рос.-укр. словник у 3 тт. за ред. С. Головащука та ін. (1968), тлумачний «Словник української мови» в 11 томах за ред. П. Горецького, А. Бурячка й ін. (1970 — 1975 6 тт.: А — П).
Низку правописних і ортоепічних словників складено зокрема після 1917: К. Кисілевський (1934), Г. Голоскевич (1914 і 1930, передруки Нью-Йорк 1952 і 1962), О. Ізюмов (1931], 60 000 слів, перередагований О. Панейком (1941), Г. Сабалдир (1930], 25 000 слів), Д. Леві з Г. Левченком і Л. Рак (1936), П. Горецький з І. Кириченком (1947), І. Кириченко (для школи на 22 000 слів, у 1948 — 65 — 10 вид.; на 50000 слів 1955 і 1961), М. Стефанцев (для початкової школи 1958 — 61 4 вид.), С. Головащук й ін. (на 114000 слів, 1975), М. Погрібний («Словник наголосів української мови», 1959, 1964, 50 000 слів), І. Вихованець й ін. («Українська літературна вимова і наголос», 1973, 50 000 слів.
Фразеологічні словники складали: В. Підмогильний та Є. Плужник («Фразеологія ділової мови», 1926 і 1927), В. Коптілов («1 000 крилатих виразів української мови», 1964; 1974 спільно з А. Коваль), Н. Батюк («Фразеологічний словник», 1966), Г. Удовиченко «Словник українських ідіом», 1968, близько 2200), Іван Вирган з Марією Пилинською («Російсько-український фразеологічний словник», у журналі «Прапор», 1959—1971, який вийшов друком повністю лише у 2000 році під назвою «Російсько-український словник сталих виразів [Архівовано 7 серпня 2009 у Wayback Machine.]») та І. Олійник з М. Сидоренком («Українсько-російський і російсько-український фразеологічний словник», 1971); стилістичний — І. Огієнко «Український стилістичний словник» (1924); синонімічні: А. Багмет («Матеріали до синонімічного словника української мови» у ж. «Вітчизна», 1959 — 62, перерваний) та П. Деркач (1960).
Словники й словопоказники мови окремих авторів складали: Т. Шевченка — Нестор Літописець, псевд. Н. Малечі (1916, 7000 слів до «Поезій»), І. Огієнко (1961, близько 2 600), В. Ващенко з П. Петровою (1951, близько 7 000), він же з ін. («Словник мови Шевченка», 2 тт. 1964, 10116 слів); до «Енеїди» І. Котляревського — В. Ващенко й ін. (1955, показник 7000 слів); з деяких драматичних творів Л. Українки — М. Бойко (1961), оп. А. Тесленка — А. Сизько (1970).
Інверсійний словник української мови склали: В. Ніньовський («Український зворотний словник», Мюнхен — Едмонтон 1969, близько 60 000 слів на підставі словників Б. Грінченка, Г. Голоскевича, І. Байкова й М. Погрібного). Колективи словникарів під керівництвом С. Бевзенка уклали «Інверсійний словник української мови» (вип. 1-3, Одеса, 1971-1975, на підставі 6-томового «Українсько-російського словника», близько 120 000 слів) та «Інверсійний словник української мови» (К., 1985 — на підставі 11-томового «Словника української мови», близько 134 000 слів).
Брак загального говіркового словника лише незадовільно надолужують опубліковані диференційні словники окремих говірок: поліських — П. Лисенка (1961, 1974), Ф. Климчука (1968), М. Никончука (1968), О. Горбача (1973); сумських — І. Приймака (1957), С. Дорошенко (1961); полтавських — М. Кривчанської (1954), В. Матвєєвої (1960), В. Ващенка (1960); наддніпрянських — Н. Тарасенка (1961), В. Шадури (1961); черкаських — П. Лисенка (1955), Л. Паламарчука (1958), В. Сича (1959); західно степових — В. Карпової (1951), Й. Дзендзелівського (1955), А. Москаленка (1958), А. Берлізова (1959), І. Колісника (1961), О. Горбача (1967); волинських — О. Горбача (1973); подільських — О. Мельничука (1952); наддністрянських — Я. Янува (1926), Г. Шила (1957), Д. Бандрівського (1961), О. Горбача (1965); надсянських — І. Верхратського (1900), М. Пшеп'юрської-Овчаренко (1938); лемківських — І. Верхратського (1902), О. Горбача (1973); сер.закарп. — І. Верхратського (1899), Й. Дзендзелівського (1955); покутських — Ю. Карпенка (1958), В. Прокопенка (1961); арґотичних і сленґових — О. Горбача (1963 — 65, див. Ар/о); багаті зб. Я. Янува (гуцульські), І. Панькевича й М. Грицака (закарп.) та М. Онишкевича (бойківські) досі не опубліковані.
За браком історичного словника для київської доби і досі актуальні «Материалы для словаря древнерусского языка» І. Срезневського (1893 — 1912, 1956, 1958), для доби середньовіччя не закінчений через арешт автора Є. Тимченка «Історичний словник українського язика» (2 тт., А — Ж, 1930 — 32); розпочаті після 1945 праці над словником актової мови 14 — 15 ст., за ред. Л. Гумецької, затрималися в друку (надруковано лише «Пробний зошит» 1964, за ред. Генсьорського й ін.). Етимологічний словник склав Я. Рудницький по-англ. (1962 — 76, А — Є). Етимологічні й енциклопедичні тлумачення здебільше включені в словники іншомовних слів: В. Доманицького (1906, 1 500 слів), З. Кузелі й М. Чайковського (1910, 12000 слів), З. Пиптенка (1918), І. Бойка й ін. (1932, 1955), Р. Бориса й С. Скорбута (1937), А. Орла (3 тт., 1963 — 66), О. Мельничука (1974, 24 000 слів), як і переклади російського словника І. Льохіна й Ф. Петрова (1951, 1955, 20000 слів).
Вийшла низка спеціальних енциклопедично-тлумачних словників: музичний С. Павлюченка (1965), Ю. Юрцевича (1971); лінґвістичні Є. Кротевича й Н. Родзевич (1957); літературознавчих термінів В. Лесина й О. Пулинця (1961, 1965, 1971), а в І. Франка: С. Пінчука й Є. Регушевського (1966), журналістично-друкарський Д. Григораша («Журналістика у термінах і виразах» 1974); філософський (переклад рос. М. Розенталя й П. Юдіна, 1952; за ред. В. Шинкарука, 1973), формальної логіки (укр.-рос. і рос.укр.) Д. Кирика (1963); політичний Я. Білика (1925); нумізматичний В. Зварича (1972), математичний А. Бугая (1964), геологічний В. Вишилкова (1962). Появилися енциклопедичні словники: «Українська Загальна Енциклопедія» за ред. І. Раковського (3 тт. Л. 1930 — 35), «Колгоспна Виробнича Енциклопедія» за ред. М. Співака (1950, 1956), «Енциклопедія Українознавства», словникова частина за ред. В. Кубійовича (досі 7 тт. з 1955, Париж — Нью-Йорк), «Українська Радянська Енциклопедія» (17 тт. 1956 — 65) і «Український Енциклопедичний Словник» (3 тт. 1966 — 68) — обидві за ред. М. Бажана; «Радянська Енциклопедія Історії України» (відповідальний ред. А. Скоба; 4 тт. 1969 — 72), «Енциклопедія народного господарства УРСР» (відповідальний ред. С. Ямпольський; 4 тт. 1969 — 72), «Українська сільськогосподарська енциклопедія» (відповідальний ред. В. Пересипкін; 3 тт. 1970 — 72), «Енциклопедія Кібернетики» (відповідальний ред. В. Глушков; 2 тт. 1973).
Двомовні словники, складені за відповідними російськими зразками: німецько-український І. Шаровольського (1948), В. Лещинської й ін. (1959); фразеологічний Л. Осовецької й ін. (1964), французько-український О. Андрієвської й Л. Яворовської (1955); українсько-французький тих самих авторів (1963), англо-український М. Подвезька, (1955), шкільний (1952), українсько-англійський його ж (1952) та фразеологічний К. Баранцева (1969). Ін. двомовні словники: в Ужгороді — українсько-угорський словник Л. Катона (1963) та угорсько-український О. Рот й ін. (1961), у Братіславі українсько-словацький І. Попель з М. Бучинською (1960), у Букарешті румунсько-український (1963) та українсько-румунський (1964) Ю. Кокотайла у співпраці з ін., у Варшаві українсько-польський (1957) С. Грабеця з П. Зволінським, у Львові польсько-український Л. Гумецької й ін. (3 тт., 1958 — 60).
З ономастичних словників заслуговують на увагу: «Словарь древнерусских личных собственных имен» М. Тупікова (1903), «Staroruskie imiennictwo osobowe» T. Скуліни (з 1973), «Українсько-російський і російсько-український словник власних імен людей» С. Левченка й ін. (1954, 1961, 1967), «Довідник укр. прізвищ» Ю. Редька (1969), «Словник укр. псевд. і криптонімів 16 — 20 ст.» О. Дея (1969); географії й топоніміки: «Каталог річок України» Г. Шевця й ін. (1957), «Українсько-російський словник географічних назв УРСР» В. Нежнипапи (1964).

## Виноски
1. ↑  Рѣчь Жидовьскаго ıaзыка преложена на Роускоую, неразоумно на разоумъ, и въ ІЄванг̃лихъ, и въ Апслхъ. и въ Псалтыри, и в Пармиѣ и въ прочихъ книгахъ [Архівовано 23 січня 2022 у Wayback Machine.] // Лексис Лаврентія Зизанія. Синоніма славеноросская / Пам'ятки української мови XVI—XVII ст.; Підг. текстів пам'яток і вступ. ст. В. В. Німчука; Академія наук УРСР, Інститут мовознавства ім. О. О. Потебні. — К.: Наукова думка, 1964. — 259 с. — (Серія наукової літератури).
2. ↑  Тлъкованіе неудобь познаваемомъ въ писаныхъ речемь… [Архівовано 23 січня 2022 у Wayback Machine.] // Лексис Лаврентія Зизанія. Синоніма славеноросская / Пам'ятки української мови XVI—XVII ст.; Підг. текстів пам'яток і вступ. ст. В. В. Німчука; Академія наук УРСР, Інститут мовознавства ім. О. О. Потебні. — К.: Наукова думка, 1964. — 259 с. — (Серія наукової літератури).
3. 1 2 3 4 5 6 7 8 9 10  Німчук В. В. Лексикографія // Українська мова : енциклопедія / НАН України, Інститут мовознавства ім. О. О. Потебні, Інститут української мови; редкол.: В. М. Русанівський  (співголова), О. О. Тараненко (співголова), М. П. Зяблюк та  ін. — 2-ге вид., випр. і доп. — К. : Вид-во «Укр. енцикл.» ім. М. П. Бажана, 2004. — 824 с. : іл. — ISBN 966-7492-19-2. — С. 296—297.
4. ↑  Лексисъ съ толкованіем Словенскіхъ мовъ просто [Архівовано 23 січня 2022 у Wayback Machine.] // Лексис Лаврентія Зизанія. Синоніма славеноросская / Пам'ятки української мови XVI—XVII ст.; Підг. текстів пам'яток і вступ. ст. В. В. Німчука; Академія наук УРСР, Інститут мовознавства ім. О. О. Потебні. — К.: Наукова думка, 1964. — 259 с. — (Серія наукової літератури).
5. ↑  Лексис с толкованием Словенских мов просто. С предисловием Д. Чл. о. Архимандрита Амфилохия // Чтения в Императорском Обществе Истории и Древностей Российских при Московском Университете. Кн. 2, апрель—июнь. — М., 1884. — С. 1—18.
6. ↑  Передмова // Українська лексикографія XIII—XX ст.: Бібліографічний покажчик / Т. Ю. Кульчицька; НАН України, Львівська наукова бібліотека ім. В. Стефаника. — Львів, 1999. — С. 6. — 359 с. — ISBN 5-7702-0973-9.
7. ↑  Синонима Славеноросская // Підготовка текстів пам’яток і вступні статті В. В. Німчука. Лексис Лаврентія Зизанія. Синоніма славеноросская. — Академія Наук Української РСР, Інститут мовознавства ім. О.О. Потебні. — Київ : Наукова думка, 1964. — С. 98-172. — 1140 прим.
8. ↑  Собраніе малороссійскихЪ словЪ, содержащихся вЪ Энеидѣ // Перше видання «Енеїди» І. Котляревського (1798)
9. ↑  СЛОВАРЬ малороссійскихъ словъ содержащихся в Энеидѣ и многихъ иныхъ въ Малороссіи употребительныхъ, исправленный умноженный и дополненный словами для четвертой части; Дополненіе къ Малороссійскому словарю // Виргиліева Энеида на малороссійскій языкъ преложенная И. Котляревскимъ. Вновь исправленная и дополненная противу прежнихъ изданій. — Санктпетербургъ, въ медицинской типографіи, 1809 года. — С. 1—15, 16—18.
10. ↑  СЛОВАРЬ малороссійскихъ словъ, содержащихся въ Энеидѣ, съ русскимъ переводомъ // Виргиліева энеида, на малороссійскій языкъ переложенная И. Котляревскимъ. Часть 1-6. — Харьковъ: Въ Университетской типографіи, 1842. — С. 1—32.
11. ↑  Опытъ собранія старинныхъ Малороссійскихъ пѣсней / Цертелевъ Н. — СПб.: Въ тип. Карла Крайя, 1819. — С. 59—64.
12. ↑  Малороссійскія пѣсни, изданныя М. Максимовичемъ. — М.: Въ тип. Августа Семена, 1827. — С. 184—212.
13. ↑  Объяснительный словарь // Украинскій сборникъ, И. И. Срезневскаго. Книжка первая. — Х., 1838. — С. 75—88.
14. ↑  Объясненіе непонятныхь для Великороссіянъ Южно-русскихъ словъ и выраженій // Думки и пѣсни та шче де-шчо, Амвросія Могилы. — Х.: вь Универ. тип., 1839. — С. 191—204.
15. ↑  Słowniczek mniej zrozumiłych słów ruskich [Архівовано 4 лютого 2022 у Wayback Machine.] // Pieśni ludu ruskiego w Galicji / zebral Żegota Pauli. Tom drugi. — Lwów. Nakładem Kajetana Jabłońskiego. 1840.
16. ↑  Паночіні С. Словник біологічної термінології / Науково-дослідчий інститут мовознавства ВУАН. — Харків: Держ. вид-во «Радянська школа», 1931. — 89 с. — (Серія практичних словників. Випуск IV) (PDF). Архів оригіналу (PDF) за 7 лютого 2018. Процитовано 18 серпня 2011.
17. ↑  Яворницький Д. I. Словник української мови. – Т. 1. А – К. — Катеринослав, — 1920. — 411 с.
18. ↑  Ізюмов О. П. Російсько-український словник, – Харків – Київ: ДВУ, – 1930.
19. ↑  Іваницький С., Шумлянський Ф. Російсько-український словник. – 1918.
20. ↑  П. й П. Терпило. Словник російсько-украïнський. – Київ, Друкарня Івана Васильченко, – 1918. – 312 с.
21. ↑  Сабалдир Г. Практичний російсько-український словник. — Київ: Видавниче Товариство „ЧАС", — 1926. — 444 с.
22. ↑  Кримський А., Єфремов С. Російсько-український академічний словник. А–П. —1933. Архів оригіналу за 19 березня 2018. Процитовано 19 березня 2018.
23. ↑  Підмогильний В. П., Плужник Є. П. [Архівовано 19 березня 2018 у Wayback Machine.] Фразеологія ділової мови [Російсько-український фразеологічний словник] (вид. 1927)
24. ↑  І. Огієнко «Український стилістичний словник» (1924)
25. ↑  Українсько-угорський словник / Уклав КатонаЛорант. — Будапешт, Ужгород: Видавництво Угорської АН; Закарпатське обласне видавництво, 1963. — 463 с.
26. ↑  Угорсько-український словник / За ред. О. М. Рота та ін. — Будапешт, Ужгород: Видавництво Угорської АН, Закарпатське обласне видавництво, 1961. — 912 с.
27. ↑  Українсько-словацький словник / Уклад. І. Попель. — Братіслава, Словацьке педагогічне видавництво, 1960.
28. ↑  Румунсько-український словник / Уклад. C. Drapaca. — Бухарест, 1963.
29. ↑  Польсько-український словник: У 2-х томах (трьох частинах) / Редколегія: А. І. Генсьорський, Л. Л. Гумецька (головний редактор), І. М. Керницький та ін. — Київ: Вид. АН УРСР, 1958—1960. — 696 с., 576 с., 608 с. (понад 100 тис. реєстрових слів)
30. ↑  М. Тупіков. «Словарь древнерусских личных собственных имен» (1903)
31. ↑  Левченко С. П., Скрипник Л. Г., Дзятківська Н. П. «Словник власних імен людей (українсько-російський і російсько-український)» [Архівовано 18 березня 2018 у Wayback Machine.] (1967)